# David Hay
Denne artikel handler om fodboldspilleren, for bokseren, se David Haye
David Hay (født 29. januar 1948 i Paisley, Skotland) er en tidligere skotsk fodboldspiller (midtbane) og manager.

## Karriere
Hay spillede i løbet af sin kun 12 år lange karriere for henholdsvis Celtic F.C. i Glasgow, og engelske Chelsea fra London. Han præsterede hos Celtic at vinde det skotske mesterskab i samtlige sine seks sæsoner i klubben, ligesom det også blev til to triumfer i FA Cuppen. Hos Chelsea spillede han også i seks sæsoner, og nåede at spille 120 kampe i den engelske liga.
Hay spillede desuden 27 kampe for det skotske landshold. Hans første landskamp var et opgør mod Nordirland 18. april 1970, hans sidste en kamp mod Jugoslavien 22. juni 1974. Han repræsenterede sit land ved VM i 1974 i Vesttyskland, og var på banen i samtlige skotternes tre kampe i turneringen.
Efter at have indstillet sin aktive karriere fungerede Hay i en årrække som manager, og stod blandt andet i spidsen for sin gamle klub som aktiv, Celtic. Som manager vandt han endnu et mesterskab med klubben. Han var også ansvarshavende med succes hos norske Lillestrøm, som under hans ledelse vandt Tippeligaen i 1989, samt flere mindre skotske klubber, blandt andet Motherwell og St. Mirren.

## Titler

### Titler som spiller
Skotsk mesterskab
- 1969, 1970, 1971, 1972, 1973 og 1974 med Celtic

FA Cup
- 1971 og 1974 med Celtic

Skotlands Liga Cup
- 1970 med Celtic

### Titler som manager
Skotsk mesterskab
- 1986 med Celtic

FA Cup
- 1985 med Celtic

Skotlands Liga Cup
- 2004 med Livingston

Tippeligaen
- 1989 med Lillestrøm